# Bellebat
Bellebat (okzitanisch Bèra Vath) ist eine französische Gemeinde mit 326 Einwohnern (Stand 1. Januar 2022) im Département Gironde in der Region Nouvelle-Aquitaine (vor 2016 Aquitaine). Sie gehört zum Arrondissement Langon und zum Kanton L’Entre-deux-Mers. Die Einwohner werden Bellebatais genannt.

## Geographie
Die Gemeinde Bellebat liegt im Weinbaugebiet Entre deux mers, etwa 35 Kilometer ostsüdöstlich von Bordeaux und 25 Kilometer nördlich von Langon. Umgeben wird Bellebat von den Nachbargemeinden Faleyras im Norden, Cessac im Nordosten und Osten, Baigneaux im Osten und Südosten, Montignac im Süden sowie Targon im Westen.

## Bevölkerungsentwicklung
| Jahr                       | 1962 | 1968 | 1975 | 1982 | 1990 | 1999 | 2008 | 2020 |
| Einwohner                  | 77   | 98   | 89   | 122  | 134  | 143  | 226  | 295  |
| Quellen: Cassini und INSEE |      |      |      |      |      |      |      |      |

## Sehenswürdigkeiten
- Kirche Saint-Jacques aus dem 12. Jahrhundert, Monument historique seit 1925 (siehe auch: Glocke (Bellebat))
- Lavoir (ehemaliges öffentliches Waschhaus)

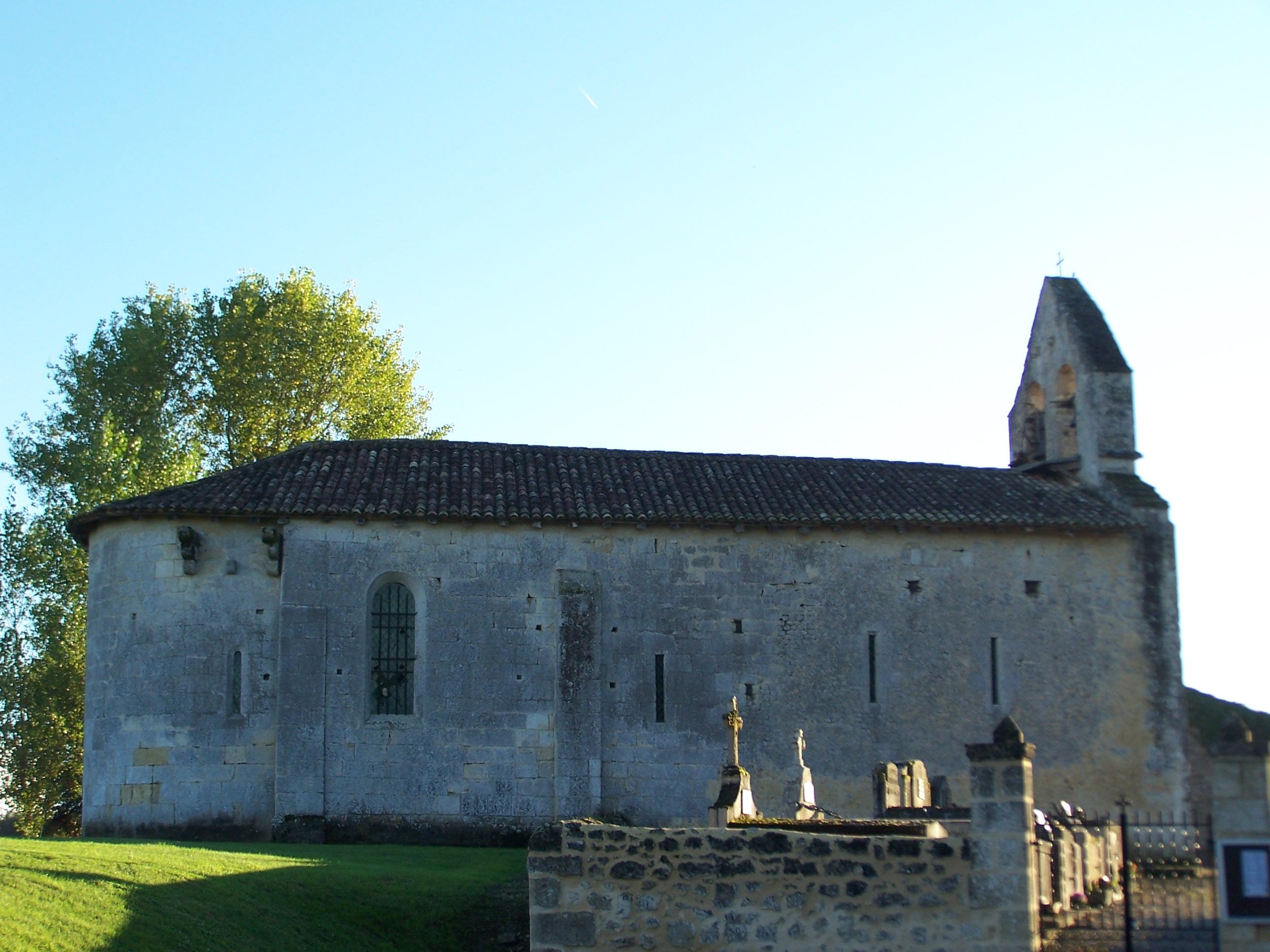
Kirche Saint-Jacques
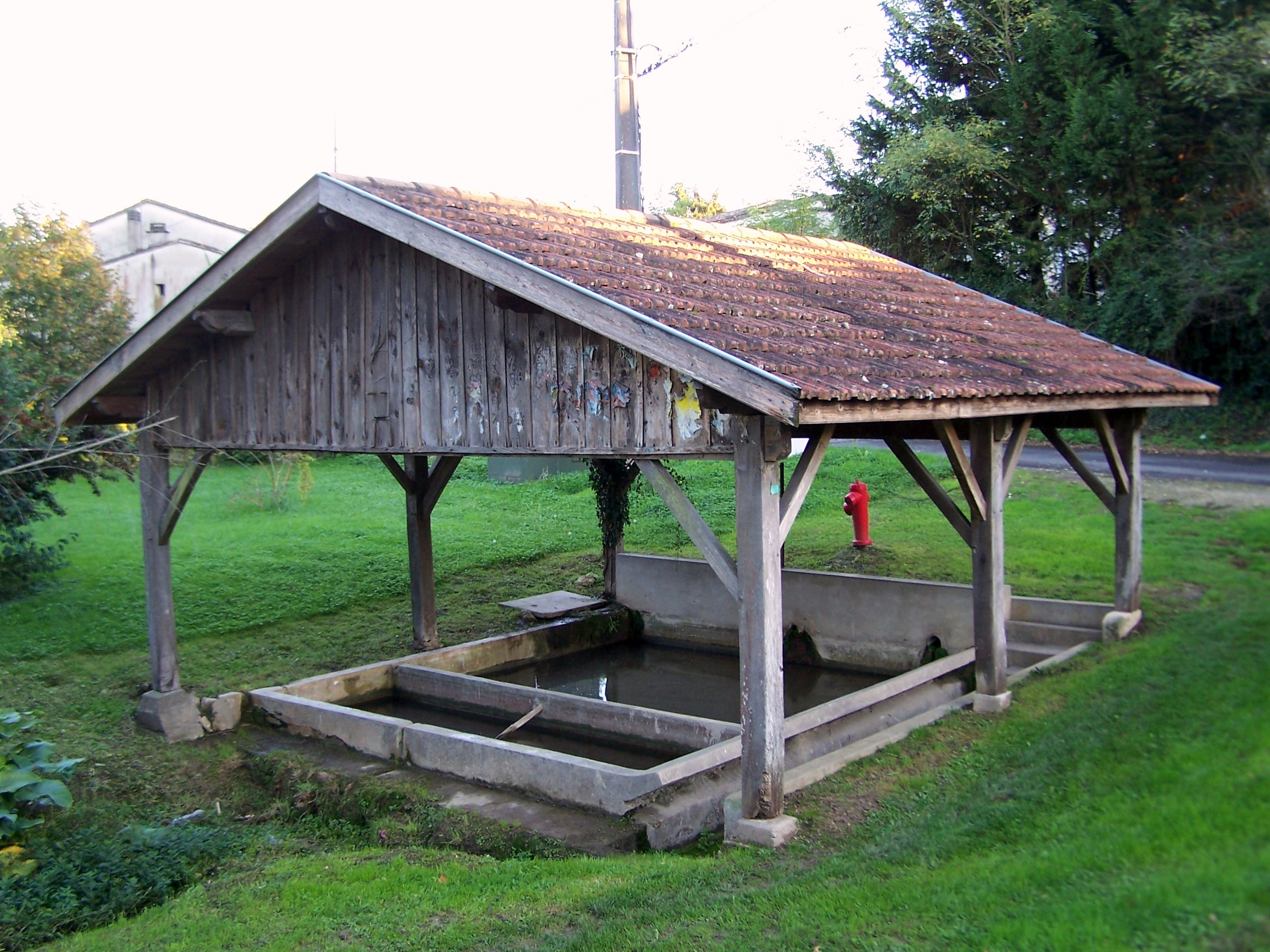
Ehemaliges öffentliches Waschhaus